# Sidney Hatch
Sidney Herbert Hatch  (ur. 18 sierpnia 1883 w River Forest, zm. 17 października 1966 w Hines) – amerykański lekkoatleta, uczestnik igrzysk olimpijskich w Saint Louis w 1904 r. i w Londynie w 1908 r.

## Występy na igrzyskach olimpijskich
Hatch wystartował dwa razy na igrzyskach olimpijskich w 1904 r. 30 sierpnia wziął udział w maratonie i zajął 8. miejsce. W swoim drugim występie olimpijskim w biegu na 4 mile drużynowo, w ramach drużyny mieszanej, zdobył srebrny medal. W konkurencji startowały dwa zespoły. Dobiegł na metę jako ostatni, 10. zawodnik. Zawody te odbyły się 3 września.
Hatch występował ponownie na igrzyskach olimpijskich w 1908  w Londynie. Wziął udział w maratonie, który odbył się 24 lipca. Z czasem 3:17:52,4 h zajął 14. miejsce.

## Rekordy życiowe
- maraton – 2:28:30 h (1916).